# Pterolophia discalis
Pterolophia discalis là một loài bọ cánh cứng trong họ Cerambycidae.